# Jean Hunt
Pour les articles homonymes, voir Hunt.
Jean Hunt, née en 1924 à Nanaimo, est une danseuse canadienne connue par son nom de scène dans les Ballets russes de Monte-Carlo : Kira Bounina.

## Biographie
Dès l'âge de dix ans, elle se forme auprès de June Roper à Vancouver. Elle étudie la danse de salon avec Louis Hightower et les claquettes avec Bill Corey. Elle étudie également avec Ernest Belcher à Los Angeles, William et Harold Christensen à San Francisco et apparait dans plusieurs spectacles de June Roper, dont « Stars of tomorrow », en juin 1939.
Début 1940, lors d'une tournée des Ballets russes à Vancouver, David Lichine auditionne Jean Hunt et lui propose une place dans la compagnie. A seize ans elle rejoint deux autres adolescentes canadiennes élèves de June Roper. Rosemary Deveson (nom de scène Natasha Sobinova) et Patricia Meyers (Alexandra Denisova) qui ont été recrutées par de Basil et Lichine en février 1938.
Kira Bounina tourne avec la troupe aux États-Unis, en Europe,, et en Australie.

## Répertoire

### avec les Ballets russes
- 1940 : Graduation Ball (en) de David Lichine, musique de Johann Strauss, arrangement d'Antal Dorati, 1er mars, au Theatre Royal, Sydney[6].